# Normaler Zustand
Normale Zustände werden im mathematischen Teilgebiet der Funktionalanalysis untersucht. Es handelt sich dabei um gewisse stetige, lineare Funktionale auf einer Von-Neumann-Algebra. 

## Definitionen
Es sei {\displaystyle A} eine Von-Neumann-Algebra über einem Hilbertraum {\displaystyle H}. Ein Zustand ist ein lineares Funktional {\displaystyle f:A\rightarrow \mathbb {C} } mit {\displaystyle f(1)=1} und {\displaystyle f(a^{*}a)\geq 0} für alle {\displaystyle a\in A}. Man kann zeigen, dass Zustände automatisch stetig sind mit {\displaystyle \|f\|=1}, das gilt sogar für jede C*-Algebra. Für Von-Neumann-Algebren stehen weitere Operatortopologien zur Verfügung und es ist daher nur natürlich, Stetigkeitseigenschaften bzgl. dieser Topologien zu studieren. 
Ferner sind Von-Neumann-Algebren gegenüber der Supremumsbildung nach oben gerichteter Familien selbstadjungierter Elemente abgeschlossen. Dabei ist die Ordnung {\displaystyle a\leq b} für {\displaystyle a,b\in A} durch die Bedingung {\displaystyle \langle a\xi ,\xi \rangle \leq \langle b\xi ,\xi \rangle } für alle {\displaystyle \xi \in H} definiert. Man wird  Zustände betrachten wollen, die Suprema erhalten. Wir definieren daher:
Ein Zustand {\displaystyle f} auf der Von-Neumann-Algebra {\displaystyle A} heißt normal, wenn folgendes gilt: Ist {\displaystyle (a_{i})_{i\in I}} ein monoton wachsendes Netz in {\displaystyle A} mit Supremum {\displaystyle a\in A}, so gilt {\displaystyle \textstyle \sup _{i\in I}f(a_{i})=f(a)}.
Ein Spezialfall eines monotonen Netzes entsteht durch eine Familie paarweise orthogonaler Orthogonalprojektionen, das heißt von Elementen {\displaystyle e_{i}\in A} mit {\displaystyle e_{i}^{*}=e_{i}=e_{i}^{2}} und {\displaystyle e_{i}e_{j}=0} für alle {\displaystyle i\not =j}. Dann ist die Familie aller endlichen Summen von Elementen dieser Familie ein aufsteigendes Netz von Orthogonalprojektionen, dessen Supremum man die Summe {\displaystyle \textstyle \sum _{i\in I}e_{i}} nennt. 
Ein Zustand {\displaystyle f} auf der Von-Neumann-Algebra {\displaystyle A} heißt vollständig additiv, wenn folgendes gilt: Ist {\displaystyle (e_{i})_{i\in I}} eine Familie paarweise orthogonaler Orthogonalprojektionen in {\displaystyle A}, so ist {\displaystyle \textstyle f(\sum _{i\in I}e_{i})=\sum _{i\in I}f(e_{i})}.

## Charakterisierung normaler Zustände
Definitionsgemäß ist die vollständige Additivität schwächer als die Normalität, da bei ersterer nur die Supremumsbildung ganz bestimmter Netze gefordert wird. Da Orthogonalprojektionen die Norm 1 haben, handelt es sich zudem um eine Bedingung, die auf die Einheitskugel {\displaystyle A_{1}} von {\displaystyle A} beschränkt ist. Es gilt:
Für einen Zustand {\displaystyle f} auf der Von-Neumann-Algebra {\displaystyle A} sind folgende Aussagen äquivalent:
- {\displaystyle f} ist normal.
- {\displaystyle f} ist vollständig additiv.
- Es gibt einen positiven Spurklasseoperator {\displaystyle s} mit {\displaystyle f(a)=\mathrm {Sp} (sa)} für alle {\displaystyle a\in A}
- {\displaystyle f} ist bzgl. der ultraschwachen Topologie stetig.
- {\displaystyle f} ist bzgl. der ultrastarken Topologie stetig.
- {\displaystyle f|_{A_{1}}}  ist bzgl. der schwachen Operatortopologie stetig.
- {\displaystyle f|_{A_{1}}}  ist bzgl. der starken Operatortopologie stetig.

Dabei bedeutet {\displaystyle f|_{A_{1}}} die Einschränkung von {\displaystyle f} auf die Einheitskugel {\displaystyle A_{1}}. Die ersten beiden Bedingungen beziehen sich nur auf die Ordnungsstruktur der Von-Neumann-Algebra und diese lässt sich sogar rein algebraisch definieren, denn {\displaystyle a\leq b} ist äquivalent zu {\displaystyle b-a=c^{*}c} für ein {\displaystyle c\in A}. Obiger Satz zeigt, dass diese Bedingungen zu rein topologischen Bedingungen äquivalent sind. 

## Prädual
Die Stetigkeitsbedingungen in obiger Liste äquivalenter Bedingungen kann man auch an beliebige lineare Funktionale {\displaystyle A\rightarrow \mathbb {C} } stellen; man spricht dann von normalen Funktionalen. Die normalen Funktionale bilden einen Unterraum des Dualraums {\displaystyle A^{\#}} von {\displaystyle A}. Dieser ist normabgeschlossen und wird von den normalen Zuständen erzeugt; er wird mit {\displaystyle A_{\#}} bezeichnet.
Jedes Element {\displaystyle a\in A} der Von-Neumann-Algebra definiert mittels {\displaystyle \varphi _{a}(f):=f(a)} ein stetiges lineares Funktional {\displaystyle \varphi _{a}} auf {\displaystyle A_{\#}} und man kann zeigen, dass {\displaystyle \varphi :A\rightarrow (A_{\#})^{\#},\,a\mapsto \varphi _{a}} ein isometrischer Isomorphismus ist. In diesem Sinne ist {\displaystyle A} der Dualraum von {\displaystyle A_{\#}}; letzteren nennt man daher den Prädualraum von {\displaystyle A}.
Diese Überlegungen zeigen, dass jede Von-Neumann-Algebra als Dualraum eines Banachraums auftritt. Nach einem Satz von S. Sakai charakterisiert dies die Von-Neumann-Algebren und den C*-Algebren.

## Darstellungen
Bekanntlich definiert jeder Zustand {\displaystyle f} auf einer C*-Algebra {\displaystyle A} mittels GNS-Konstruktion eine Hilbertraum-Darstellung {\displaystyle \pi _{f}:A\rightarrow L(H_{f})} in die Algebra der Operatoren auf einem Hilbertraum {\displaystyle H_{f}}. Ist {\displaystyle A} eine Von-Neumann-Algebra und {\displaystyle f} ein normaler Zustand, so ist {\displaystyle \pi _{f}} ultraschwach stetig und das Bild {\displaystyle \pi _{f}(A)} ist eine Von-Neumann-Algebra.